# Larisula
Larisula (Lari Sula, Lari-Sula) ist ein osttimoresischer Suco im Verwaltungsamt Baguia (Gemeinde Baucau). Auch zwei Orte im Suco tragen diesen Namen.

## Geographie
Larisula liegt im Südosten des Verwaltungsamts Baguia. Westlich liegt der Suco Alawa Craik, nordwestlich der Suco Defawasi und nordöstlich der Suco Uacala. Im Südosten grenzt Larisula an die Gemeinde Lautém mit dem Suco Caenlio (Verwaltungsamt Iliomar), im Süden an die Gemeinde Viqueque mit den Sucos Afaloicai, Loi Ulo und Bahatata (alle im Verwaltungsamt Uatucarbau). Die Nordwestgrenze bildet der Fluss Mauai. Er mündet in den südlichen Grenzfluss, den Oulauai, in den auch der im Suco entspringende Togauai fließt. Quer durch den Nordosten des Sucos fließt der Hifu. Er mündet in den südöstlichen Grenzfluss, den Irebere, in dem schließlich auch der Oulauai, an der Südostspitze des Sucos endet.
Larisula hat eine Fläche von 31,96 km² und teilt sich in die sieben Aldeias Baiana, Bibidae, Bubu-Ha, Lauhare, Tirifalo, Uata Tefo und Uro.
Der Hauptort Larisula liegt im Süden des Sucos, auf einer Meereshöhe von 228 m. Hier befindet sich die Grundschule des Sucos, die Escola Primaria Catolica Lari-Sula. und eine medizinische Station. Er besteht aus mehreren Ortsteilen: Baiana (Baehana), Bibidae (deutsch Ziegenkopf), Lauhare Uata Tefo (Uatatefo), Um und Uro.
Etwas weiter nördlich liegt ein weiterer Ort namens Larisula.
Entlang des Oulauais führt die Überlandstraße vom Ort Baguia, bis sie schließlich den Fluss nach Süden zum Ort Afaloicai hin überquert. Nahe der Mündung des Mauai in den Oulauai liegen die Orte Adoi, Bubu-Ha (Buboba) und Tirifalo. Im Norden liegen die Dörfer Uatarefo (Uatatefo), Caudatae und jeweils ein weiteres Larisula, Lauhare, Uro und Tirifalo.

## Einwohner
In Larisula leben 1.190 Einwohner (2022), davon sind 579 Männer und 611 Frauen. Im Suco gibt es 207 Haushalte. Fast alle der Einwohner geben Makasae als ihre Muttersprache an. Nur eine kleine Minderheit spricht Tetum Prasa.

## Politik
Bei den Wahlen von 2004/2005 wurde Anibal Gusmão zum Chefe de Suco gewählt. Bei den Wahlen 2009 gewann Lourenço dos Santos und 2016 Mário de Jesus Ximenes. 2023 wurde Jorge de Almeida Gusmão zum neuen Chefe de Suco.
2023 wurden als Chefe de Aldeias gewählt: José Soares (Baiana), Deonisio Ximenes de Almeida (Bibidae), Domingos Pereira Gusmão (Bubu-Ha), Manuel Lino Gusmão (Lauhare), António Maria Fernandes (Tirifalo), Agostinho Xavier (Uata Tefo) und Calistro da Cruz (Uro).